# Première bataille d'Auburn
Guerre de Sécession
Batailles
Campagne de Bristoe
- 1er Auburn
- 2e Auburn
- Bristoe Station
- Buckland Mills
- Rappahannock Station

La première des deux batailles d'Auburn est une bataille de la guerre de Sécession, livrée le 13 octobre 1863, en Virginie. Elle fait partie de la Campagne de Bristoe. Elle offre la particularité d'être l'un des rares combats de cavalerie du conflit.

## Le contexte

### Le contexte militaire
Après Gettysburg, en juillet, l'armée sudiste commandée par Robert Lee avait repassé le Potomac et regagné la Virginie. Amputée de 2 corps envoyés soutenir l'armée du Tennessee, elle semblait plus vulnérable à une attaque nordiste.

## Déroulement du combat

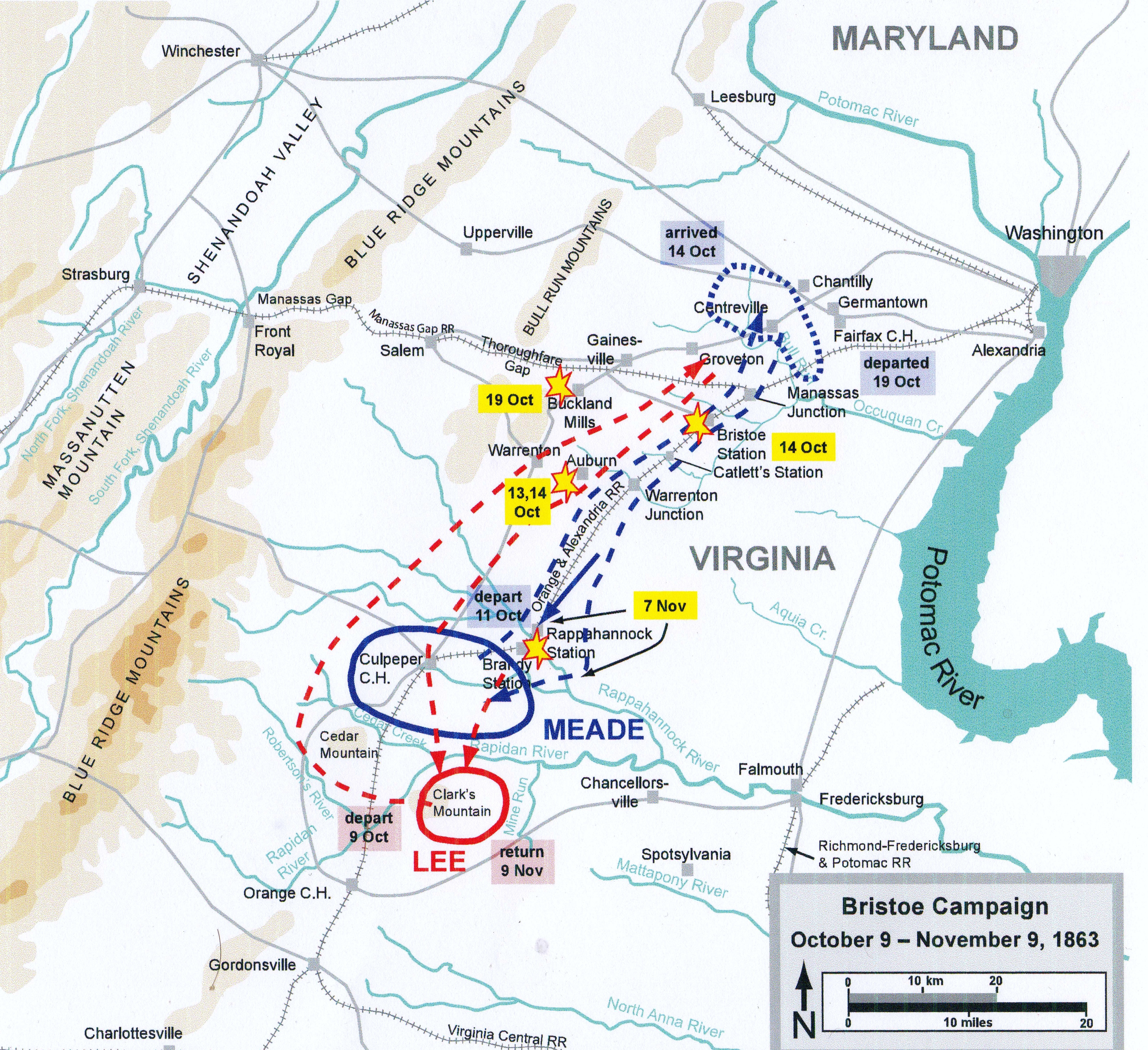
Cartes des opérations de la campagne de Bristoe
sudistes
nordistes

## Sources
- (en) Cet article est partiellement ou en totalité issu de l’article de Wikipédia en anglais intitulé « First Battle of Auburn » (voir la liste des auteurs).
- (en) James McPherson, The atlas of the civil war, Courage Books, 2005,  (ISBN 978-0-7624-2356-9), pages 138-139.
- (en) Edwin C Fishel, The secret war for the Union, Mariner Books, 1996,  (ISBN 0-395-90136-7), pages 542-543.
- (en) Mark M Boatner III, The Civil War Dictionary, Vintage Books, 1959, réédition 1987,  (ISBN 0-679-73392-2), pages 87-88.
- (en) David G Eicher, The longest night, a military history of the Civil War, Simon & Schuster, 2001,  (ISBN 0-684-84944-5), pages 596-598.
- (en) Shelby Foote, The Civil War, a narrative, tome 2, Vintage Books, 1963,  (ISBN 0-394-74621-X), pages 792-794.